# Minihippus keyi
Minihippus keyi är en insektsart som först beskrevs av Boris Petrovich Uvarov 1941.  Minihippus keyi ingår i släktet Minihippus och familjen gräshoppor. Inga underarter finns listade i Catalogue of Life.